# L'età del dubbio
L'età del dubbio è un romanzo di Andrea Camilleri, il quattordicesimo con protagonista il commissario Salvo Montalbano, pubblicato da Sellerio il 23 ottobre 2008.

## Trama
Il commissario Montalbano fa un sogno insieme tragico e ridicolo ma che rivela come i due pensieri fissi degli ultimi anni lo accompagnino anche nel sonno: l'idea della morte e la sua relazione con Livia. Nel sogno si sta svolgendo il suo funerale; glielo annuncia Catarella, a cui di solito è affidata questa comunicazione funebre dei morti ammazzati. Alla cerimonia assistono il dottor Pasquano che al solito si rifiuta scontrosamente di dare particolari sul morto prima di aver eseguito l'autopsia, il questore Bonetti-Alderighi che non autorizza Montalbano ad indagare sulla sua stessa morte,  e l'amico e collega Mimì Augello.
«Astutava il cellulare e tornava dintra. Attrovava che avivano già mittuto il coperchio sulla cascia e che il corteo cominciava a cataminarisi.

- Lei viene? - gli spiava Bonetti-Alderighi.

- Beh, sì - arrispunniva. Ma appena arrivati nel cortile, uno dei portatori cadiva e la cascia annava a sbattiri 'n terra con un botto che l'arrisbigliò.»
Nel sogno manca solo colei la cui presenza al suo funerale Montalbano darebbe per scontato: la sua fidanzata Livia che, raggiunta per telefono dall'irritato defunto, gli annuncia che forse non farà in tempo ad intervenire e che, per dirla tutta, approfitterà della sua morte per sentirsi libera da una relazione che si trascina stancamente.
Il forte rumore che sveglia Montalbano è causato dal temporale che agita il mare fino a lambire il terrazzino della sua casa e che ha fatto sbattere violentemente le imposte. Uscito per recarsi al lavoro, il commissario si trova imbottigliato nel traffico bloccato da una frana, e aiuta una giovane che dice di chiamarsi Vanna Digiulio e di avere appuntamento con la zia in arrivo nel porto di Vigàta con un yacht che porta il suo nome, “Vanna”. Le cose però non stanno così, e Montalbano se ne accorge quasi subito: proprio l'equipaggio del “Vanna” recupera un cadavere sfigurato alla deriva su un canotto.
Montalbano insospettito chiederà la collaborazione alle indagini della capitaneria di porto, nella persona dell'ufficiale Laura Belladonna, una bella trentenne che fa perdere la bussola al commissario. Montalbano, come un adolescente appassionato colpito dal classico colpo di fulmine, si innamora e inaspettatamente ricambiato.
Montalbano intuisce che avere sfigurato il cadavere è servito a evitare che venga riconosciuto immediatamente. Quando il morto viene identificato si scopre che si tratta di un francese, come risulta dal passaporto trovato nel suo albergo, dall'improbabile nome di Émile Lannec, che corrisponde a quello di un personaggio letterario di Georges Simenon.
La proprietaria del “Vanna” è una cinquantenne in ottima forma, di nome Livia Acciai, vedova Giovannini, che vive in pratica sempre in mare, spostandosi tra i paesi i cui visti si trovano, guarda caso, sul passaporto del defunto. Inoltre, attraccato accanto allo yacht c'è un grosso motoscafo, l'“Asso di cuori”, che insospettisce molto Montalbano. Il commissario convince il suo vice Mimì Augello a presentarsi a bordo dell'imbarcazione sotto mentite spoglie e a tentare di sedurre la vedova. L'azione ha successo e indagando sull'identità del morto e su il suo falso passaporto viene alla luce un traffico di diamanti dal Sudafrica verso l'Europa.
Purtroppo c'è un'altra vittima: uno dei marinai del “Vanna”, infiltrato delle forze dell'ordine, viene trovato morto. Si rifà viva la sedicente Vanna Digiulio, che è in realtà un commissario sulle tracce dei trafficanti di diamanti. La possibilità che lo yacht e il motoscafo “Asso di cuori” si dileguino è molto alta, Montalbano decide di intervenire in forze con diversi agenti armati; ma le cose non andranno come previsto, e ci scapperà una terza vittima.

## Critica
L'autore dichiara in un'intervista in seguito alla pubblicazione di questo romanzo, nel 2008, a proposito del colpo di fulmine del suo personaggio:
- Questo significa che l’età del dubbio è anche l’età della maturità?

Eh sì. A 58 anni Montalbano ci ragiona su e arriva alla conclusione che se ragiona su un amore che amore è? Forse è qualche altra cosa.»

## Edizioni
- Andrea Camilleri, L'età del dubbio, coll. La memoria, Sellerio Editore, 2008,  p. 288, ISBN 88-389-2333-7.